# Bad Brains
Bad Brains ist eine Hardcore/Reggae-Band aus Washington, D.C.

## Geschichte
Bad Brains wurde 1977 in Washington als Jazzfunk-Band Mind Power von Gary Miller (Dr. Know/Gitarre), den Brüdern Earl und Paul Hudson (H.R./Gesang) und Darryl Jenifer (Bass) gegründet. Bei den vier Musikern handelte es sich um Afroamerikaner, die nach einer Jazzfunk-Phase für sich den englischen Punk-Rock um Sex Pistols und The Clash entdeckten. Das Quartett benannte sich in Bad Brains um, angelehnt an einen Titel auf dem Ramones-Album Road to Ruin. Bereits in den Anfangstagen kombinierte die Band ihre Musik mit Reggae. Zu Beginn spielten sie Eröffnungsgigs für The Damned und The Stranglers und nahmen 1978 ihr erstes Demo Pay to Cum auf.
1979 übersiedelte die Band nach Auftrittsverboten im Anschluss an Ausschreitungen bei einem Konzert im Lincoln Park nach New York City und nahm dort im Dezember ihre erste Single Pay to Cum auf. 1981 folgte die sogenannte ROIR-Session des New Yorker Musiklabels Reach Out International Records, die mehrfach auf Platte herausgegeben wurde und vor allem harten Hardcore Punk enthielt. Die Band trat aber auch mit reinen Reggae-Sets auf und eröffnete unter anderem 1980 für Peter Tosh. 1983 wurde das eigentliche Debütalbum Rock for Light veröffentlicht. Inspiriert von einem Bob-Marley-Konzert konvertierte die gesamte Band zum Rastafari-Glauben, was gelegentlich zu Problemen mit der Punk-/HC-Szene führte. 1983 tourte die Band erstmals durch West-Deutschland, begleitet von der Punkband Toxoplasma aus Neuwied.
Der Auflösung 1983 und Reunion 1986 folgte eine Reihe Veröffentlichungen, sowohl im Reggae- als auch im Punk-Bereich, v. a. der 1986 auf SST Records erschienene Klassiker I Against I, der maßgeblich vom Crossover der Jahre 1983 und 1984 beeinflusst und der der Band angestrebten instrumentalen Präzision geschuldet war. Ende 1989 verließ HR die Band und wurde zunächst durch wechselnde Sänger wie Chuck Mosley (Faith No More) aber auch Henry Rollins, der für eine Coverversion von MC5s Kick Out the Jams für den Soundtrack zu Hart auf Sendung den Gesang beisteuerte, ersetzt. 1992 wurde mit Israel Joseph I. ein fester Sänger gefunden, mit dem das Album Rise veröffentlicht wurde. Das 1995 erschienene Album war das erste für ein Major-Label und wurde von Epic Records veröffentlicht. 1995 erschien God of Love auf Madonnas Maverick Records. 1997 arbeitete Earl Hudson mit No Doubt zusammen, während Dr. Know für Warzone ein Album produzierte. 1998 kehrte H.R. in die Band zurück. Auf Grund von Namensstreitigkeiten mit einem ehemaligen Manager firmierte die Band daraufhin zwei Jahre als Soul Brains, bevor sie sich wieder zurück benannte.
Im Jahr 2002 wurde das Dub-Reggae-Album I & I Survived veröffentlicht, das teilweise Remixe und teilweise neue Stücke enthielt, die größtenteils Instrumental-Stücke waren. 2005 und 2006 nahm die Band in der Besetzung H.R., Dr. Know, Darryl Jenifer und Earl Hudson das erste Studioalbum seit 1995 mit Adam Yauch, bekannt als Mitglied der Beastie Boys, auf. Es wurde 2007 unter dem Titel Build a Nation veröffentlicht. In dieser Zeit wurden auch einige Auftritte absolviert.

## Bedeutung

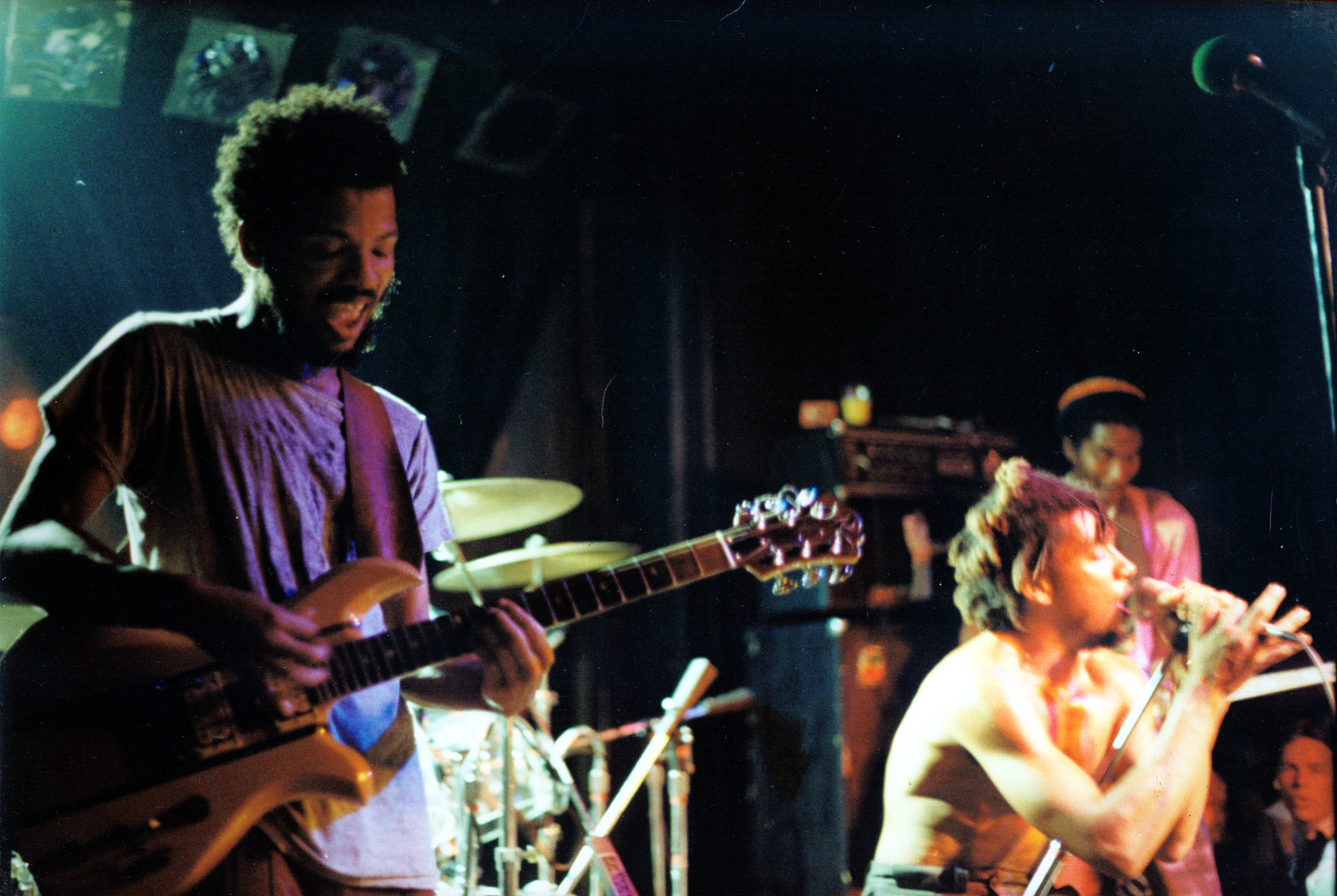
Bad Brains 1983 im 9:30 Club, Washington, D.C.

Bad Brains waren stilbildende Vorbilder unter anderem für Minor Threat, Henry Rollins’ S.O.A. oder die New Yorker Beastie Boys (welche die nun auf DVD veröffentlichte Show Weihnachten 1982 im CBGB’s eröffneten) und, zusammen mit Black Flag, für den Großteil der in diesem Zeitrahmen entstehenden amerikanischen Punk/Hardcore-Szene. Durch ihren Wechsel nach New York öffneten sie dort die Szene zum einen für DC-Bands, zum anderen hatte sie dort einen ebenso prägenden Einfluss wie zuvor in DC. Auch die Bands des musikalisch doch sehr stark divergierenden New York Hardcores, wie Warzone, Cro-Mags und Agnostic Front, zählen die Band zu ihren Einflüssen. Eine Besonderheit im musikalischen Stil der Band sind Wechsel zwischen sehr schnellen Hardcore-Liedern und Reggae-Stücken. Ab Anfang der 1980er-Jahre war die Band stark vom Rastafari-Glauben beeinflusst und begann, für Jah zu missionieren, was in der Hardcore-Punk-Szene auch zu Ablehnung führte.
Das erste Album wurde auf Platz 4 in die Wireliste The Wire’s „100 Records That Set the World on Fire (While No One Was Listening)“ aufgenommen.

## Diskografie

### Alben
| Jahr | Titel                                             | Label             | Bemerkung           |
| ---- | ------------------------------------------------- | ----------------- | ------------------- |
| 1982 | Bad Brains                                        | ROIR              | Orig. auf Kassette  |
| 1983 | Rock for Light                                    | PVC               |                     |
| 1986 | I Against I                                       | SST Records       |                     |
| 1988 | Live                                              | SST Records       | Livealbum           |
| 1989 | Quickness                                         | Caroline Records  |                     |
| 1990 | The Youth Are Getting Restless: Live in Amsterdam | Caroline Records  | Livealbum           |
| 1991 | Spirit Electricity                                | SST Records       | Livealbum           |
| 1993 | Rise                                              | Epic Records      |                     |
| 1995 | God of Love                                       | Maverick Records  |                     |
| 1996 | Black Dots [1979 Session]                         | Caroline Records  |                     |
| 1997 | Omega Sessions [1980 session]                     | Victory Records   |                     |
| 2002 | Live in San Francisco                             | 2b1 II            | Livealbum           |
| 2002 | I and I Survived                                  | DC Records        |                     |
| 2003 | Banned in D.C.: Bad Brains Greatest Riff          | Caroline Records  | Best of             |
| 2003 | Live at CBGB’s 1982                               | MVD Audio         | Livealbum inkl. DVD |
| 2007 | Build a Nation                                    | Megaforce Records |                     |
| 2012 | Into the Future                                   | Megaforce Records |                     |

### Sonstiges
- 1980: Pay to Cum / Stay Close to Me (7" Vinyl)
- 1982: I Luv I Jah (12" Vinyl)
- 1982: I and I Survive / Destroy Babylon (12" Vinyl)
- 1987: House of Suffering (7" Vinyl)
- 1989: Attitude – The Roir Sessions (Schallplatte, CD)